# Воскресенка (Кемеровський округ)
Воскресе́нка (рос. Воскресенка) — присілок у складі Кемеровського округу Кемеровської області, Росія.

## Населення
Населення — 147 осіб (2010; 150 у 2002).
Національний склад (станом на 2002 рік):
- росіяни — 92 %